# Pierre-Hildevert Lagarde
Pour les articles homonymes, voir Lagarde.
Pierre-Hildevert Lagarde (pseudonyme Pierre de Garal ou Eliacin Greeves), né le 27 février 1818 à Nantes et mort le 23 décembre 1874 à Nantes, est un homme de lettres français.

## Biographie
Pierre-Hildevert Lagarde est le fils du négociant Pierre Jean Lagarde et de Marie Geneviève Maës (sœur de Pierre-Joseph Maës). Marié à Marie Geneviève Agathe Garnier, fille du négociant John Garnier et de Cécile de Laroche, arrière petite-fille de Francisco Bouligny et sœur du compositeur Édouard Garnier, il est le grand-père de Jacques Goüin.
Suivant la voie familiale, il s'adonne aux affaires et au négoce.
Ami de Jules Verne et d'Aristide Hignard, il se consacre à la poésie, sous les pseudonymes de Pierre de Garal (anagramme de son nom) et d'Eliacin Greeves. Il traduit également Hamlet, de William Shakespeare.

## Œuvres
- 1854 : « Amour et Poésie »
- 1856 : « Poèmes familiers »
- 1859 : « Poèmes dramatiques »
- 1860 : « Poèmes dramatiques »
- 1861 : « Les comédies Parisiennes »
- « Les Sonneurs du village »
- « Hamlet », traduit de William Shakespeare

## Sources
- Christian Robin, « Qui est Éliacin Greeves ? », 1989
- Catulle Mendès, « Le mouvement poétique français de 1867 à 1900 », 1903
- Dictionnaire de biographie française - Volume 15, 1933
- Émilien Maillard, Nantes et le départment au XIXe siècle, 1891